# Mălăiești (okręg Prahova)
Mălăiești – wieś w Rumunii, w okręgu Prahova, w gminie Râfov. W 2011 roku liczyła 776 mieszkańców.